# Martin Mazáč
Martin Mazáč (né le 6 mai 1990) est un athlète tchèque, spécialiste du 110 mètres haies.

## Biographie
Son record est de 13 s 48 réalisé à Tábor le 16 juin 2013.

### Records
| Épreuve                    | Performance | Lieu           | Date                            |
| -------------------------- | ----------- | -------------- | ------------------------------- |
| 60 mètres haies (en salle) | 7 s 74      | Tábor          | 16 juin 2013                    |
| 110 mètres haies           | 13 s 48     | Leipzig Prague | 13 février 2010 16 février 2013 |